# St. Michael (Oerlinghausen)

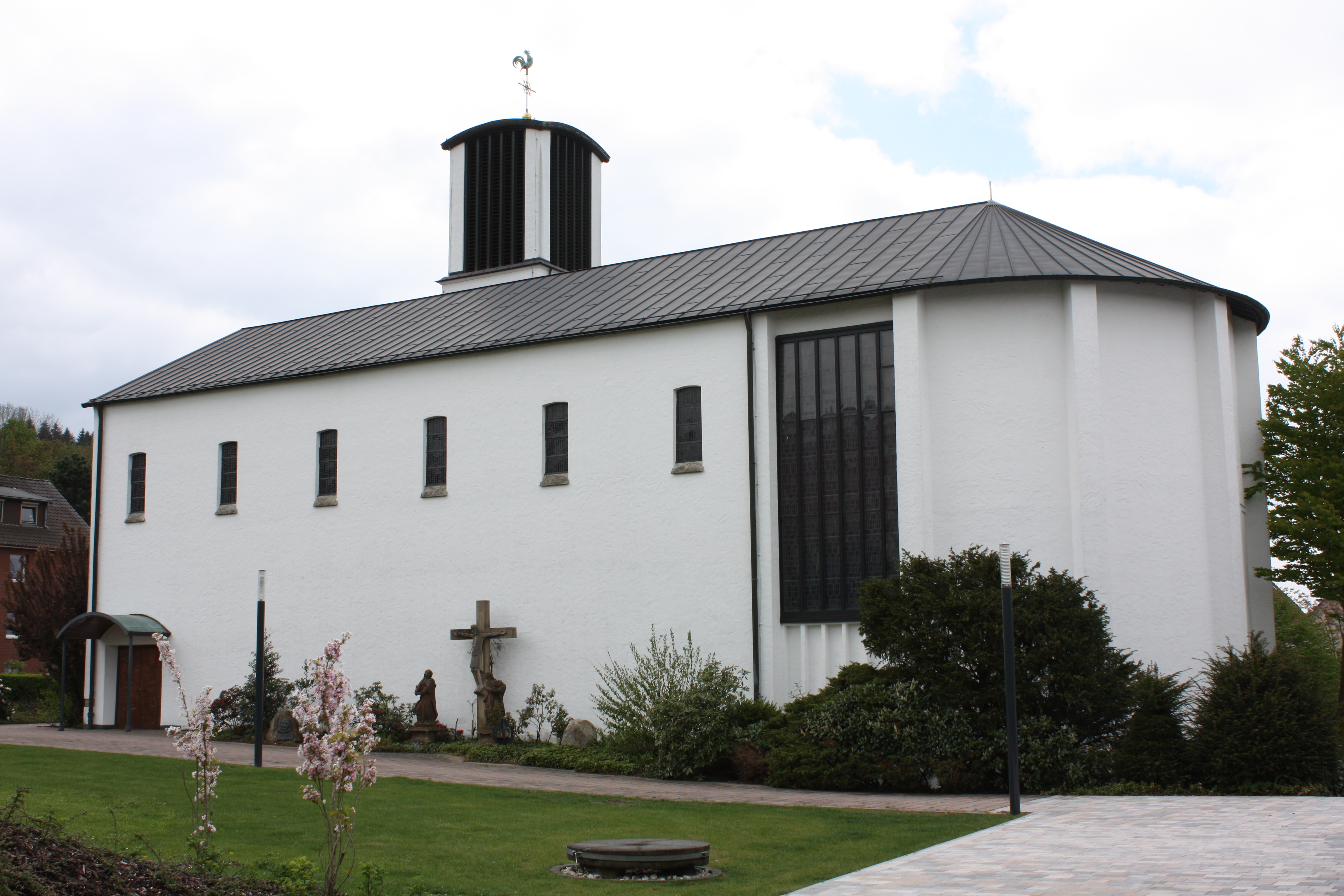
St. Michael in Oerlinghausen

St. Michael ist eine katholische Pfarrkirche im ostwestfälischen Oerlinghausen im Kreis Lippe. Kirche und Gemeinde gehören zum Pastoralverbund Lippe-West im Dekanat Bielefeld-Lippe des Erzbistums Paderborn. Zum 70 km² großen Gemeindegebiet gehört neben der Kirche in Oerlinghausen auch die beiden Filialkirchen St. Johannes Baptist und Auferstehung Christi in Leopoldshöhe.

## Geschichte
Nach der Reformation lebten in Oerlinghausen zunächst keine katholischen Christen mehr. Erst 1921 feierte eine kleine Gemeinde wieder regelmäßig katholische Gottesdienste. Für diese Zwecke wurde 1922/23 die Antonius-Kapelle in Oerlinghausen errichtet. Die Zahl der Katholiken wuchs bis zum Zweiten Weltkrieg auf 150 Gläubige an. Während des Krieges wuchs die Zahl der katholisch Gläubigen durch Vertrieben an, so dass man 1946 bereits 600 zählte. Bis 1952 wuchs diese Zahl noch auf über 1.000 Katholiken an und die Kapelle reichte nicht mehr aus.
1954/55 wurde die Kirche St. Michael in Oerlinghausen errichtet. 1963 wurde sie Pfarrkirche.
Heute zählt die Diaspora-Gemeinde 5.000 Katholiken, die mit 30.000 Nicht-Katholiken zusammenleben.